# Richard Großkopf
Richard Großkopf (* 1. Mai 1897 in Berlin; † 16. März 1977 ebenda) war ein deutscher Widerstandskämpfer gegen den Nationalsozialismus und späterer Oberst und Abteilungsleiter in der Hauptverwaltung A (HVA), des Auslandsnachrichtendienstes innerhalb des Ministeriums für Staatssicherheit (MfS) der DDR.

## Leben

### KPD-Funktionär
Großkopf erlernte nach der Volksschule den Beruf des Kartographen. 1916 trat er der SPD bei. Bis zu seiner Einberufung 1917 arbeitete er als Technischer Zeichner in der Versuchsanstalt für Luftfahrt auf dem Flugplatz Johannisthal. 1917 wechselte er zur USPD. Bis 1918 kämpfte er im Ersten Weltkrieg.
Nach Kriegsende betätigte er sich als Lithograph in verschiedenen Berliner Betrieben. 1919 wechselte er zur KPD. Zusätzlich wurde er Mitglied der Roten Hilfe Deutschlands (RHD), der Internationalen Arbeiterhilfe (IAH) und der Liga gegen den Imperialismus. Von 1919 bis 1923 war er außerdem Vorsitzender der Graphischen Jugend in Berlin.
Von 1920 bis 1933 war Großkopf hauptamtlicher Mitarbeiter und Abteilungsleiter im Zentralkomitee der KPD. Er war leitendes Mitglied des Antimilitärischen Apparats, des bis 1937 bestehenden, illegalen Nachrichtendienstes der KPD und hauptsächlich mit Pass- und Dokumentenfälschungen befasst. Zu diesem Zweck gründete er mit anderen die Klischee-Werkstatt Schulz & Großkopf in Berlin-Charlottenburg.
Nach der Machtergreifung der Nationalsozialisten und dem Verbot kommunistischer Betätigung im März 1933 wurde Großkopf am 3. Mai 1933 verhaftet und am 13. Januar 1935 vom Volksgerichtshof wegen „Vorbereitung zum Hochverrat“ zu neun Jahren Zuchthaus verurteilt, die er in Luckau, im Moorlager Papenburg und ab 1942 im KZ Buchenwald verbrachte. Hier wurde er Mitglied in der illegalen Parteileitung und war zeitweise Leiter des internationalen Lagerkomitees. Nach der Befreiung vom Nationalsozialismus war er einige Wochen in der Prüfstelle des Lagers Buchenwald tätig und mit der Fahndung nach aktiven Nationalsozialisten beauftragt.

### MfS-Mitarbeiter in der DDR
Im Juli 1945 ließ sich Großkopf in Weimar nieder und leitete die dortige Betreuungsstelle für Opfer des Faschismus im Amt für Arbeit und Sozialfürsorge des Landes Thüringen. Zugleich war er als Verbindungsmann der KPD-Bezirksleitung Thüringen zum ZK der KPD tätig. Im Zusammenhang mit parteiinternen Ermittlungen über Funktionshäftlinge wurde Großkopf im Februar 1946 kurzzeitig aus der KPD ausgeschlossen, was im März 1946 zurückgenommen wurde.

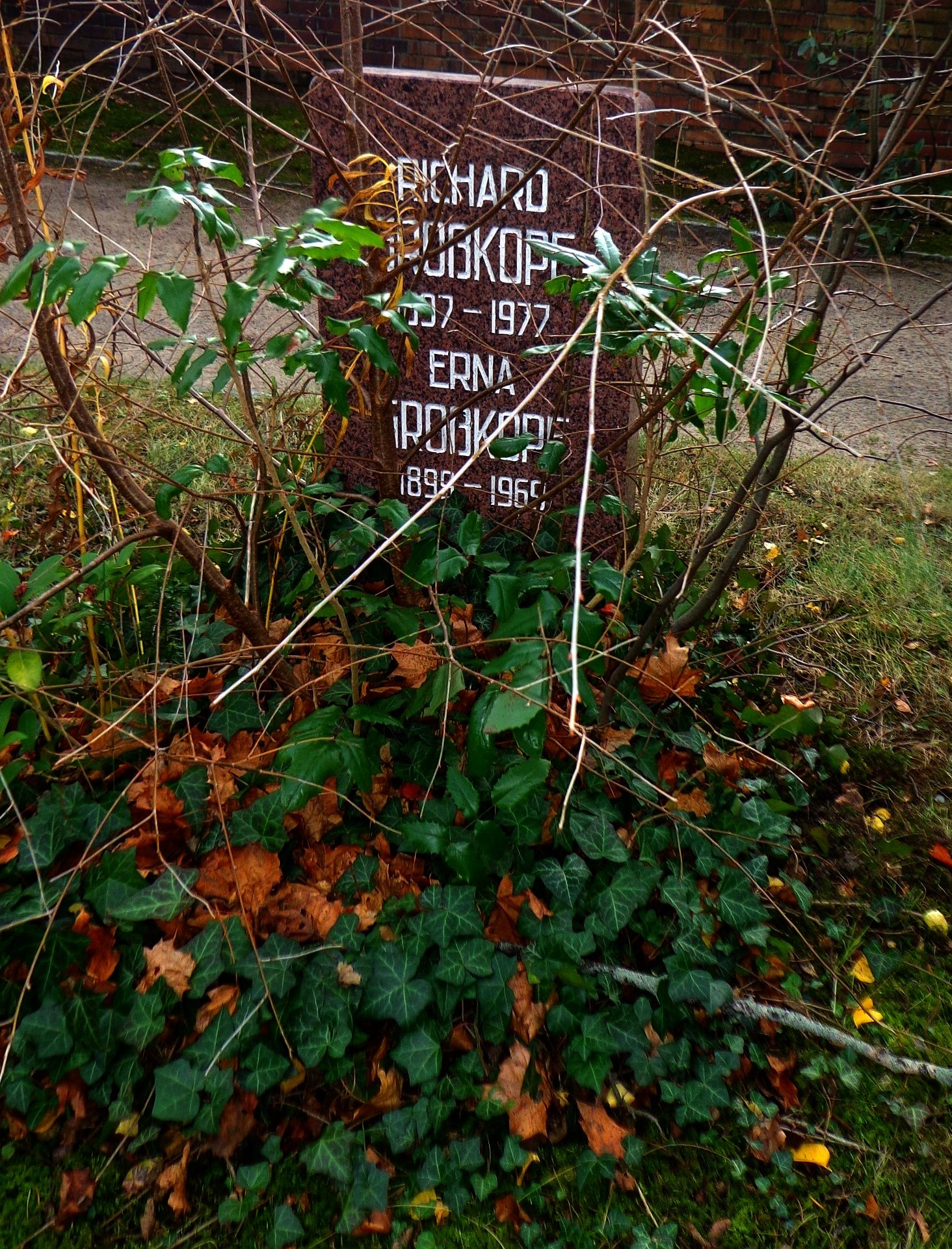
Grabstätte

Im Mai 1946 ging Großkopf zur Deutschen Volkspolizei und wurde Leiter der Personalabteilung der Kriminalpolizei im Polizei-Präsidium Groß-Berlin. Im Mai 1949 wurde er Leiter der Abteilung für Pass- und Meldewesen und war unter anderem mit der Auswertung der aus dem britischen Sektor geraubten „3-Millionen-Kartei“, einer NS-Kartei über Bürger Berlins, befasst.
Am 1. November 1951 wechselte Großkopf zum Außenpolitischen Nachrichtendienst (APN), dem Vorläufer der Hauptverwaltung A (HVA). Er wurde Leiter der Abteilung 2, zuständig für Dokumentation, stieg noch im selben Jahr zum stellvertretenden Hauptabteilungsleiter für operative Technik auf und wurde zum Oberst befördert.
1953 wurde der APN in das Ministerium für Staatssicherheit (MfS) integriert. Großkopf wurde in seinen Funktionen bestätigt. Am 29. Januar 1959 wurde er Leiter der Abteilung L der HVA (auch Abteilung 35 des MfS), zuständig für die „Herstellung operativer Dokumente“. Am 1. Oktober 1961 ging Großkopf in den Ruhestand.
Seine Urne wurde in der Grabanlage Pergolenweg des Berliner Zentralfriedhofs Friedrichsfelde beigesetzt.

## Ehrungen
- 1955 Vaterländischer Verdienstorden (VVO) in Silber[2]
- 1957 Held der Arbeit
- 1958 Medaille für Kämpfer gegen den Faschismus
- 1958 Medaille für Teilnahme an den Kämpfen 1918 bis 1923
- 1958 Verdienstmedaille der NVA
- 1965 Ernst-Moritz-Arndt-Medaille
- 1967 VVO in Gold
- 1967 Kampforden „Für Verdienste um Volk und Vaterland“
- 1977 Ehrenspange zum VVO